# Macrus filiventris
Macrus filiventris là một loài tò vò trong họ Ichneumonidae.